# Цзян Цзинго
Цзян (Чан) Цзинго́ (кит. трад. 蔣經國, упр. 蒋经国, пиньинь Jiǎng Jīngguó, Уэйд-Джайлз Chiang Ching-kuo; 27 апреля 1910 — 13 января 1988), детское имя Цзяньфэ́н (кит. трад. 建豐), также известный как Николай Владимирович Елизаров  — тайваньский политический, государственный, партийный и общественный деятель, президент Китайской Республики (Тайвань) в 1978—1988 годах (6-й и 7-й президентские сроки). Старший сын Чан Кайши и Мао Фумэй.

## Биография
Цзян Цзинго родился в уезде Фэнхуа провинции Чжэцзян 27 апреля 1910 года в семье будущего военного и политического деятеля Чан Кайши и Мао Фумэй, с которой его отец развёлся вскоре после рождения сына. Предки Цзян Цзинго происходят из Исина провинции Цзянсу.
В 1922 году был отправлен в Шанхай на учёбу. Но уже в октябре 1925 года, на фоне укреплявшихся отношений между Китаем и Советским Союзом, его отправили учиться в Москву, где он некоторое время жил у старшей сестры Ленина, Анны Ильиничны Елизаровой-Ульяновой, фамилию которой «Елизаров» и взял.
Окончил Коммунистический университет трудящихся Китая, также учился в Военно-политической академии РККА.
С 1931 по 1932 год принимал участие в коллективизации сельского хозяйства в сёлах Зарайского района Московской области Большое Жоково и Большое Коровино.
В 1932 году прибыл в Свердловск, где работал на заводе «Уралмаш» в механическом цехе, в 1934 году стал редактором заводской газеты «За тяжёлое машиностроение».
В 1935 году женился на Фаине Ипатьевне Вахревой (на Тайване более известна под именем Цзян Фанлян).
В начале 1937 года был арестован. 25 марта 1937 года вернулся с женой на родину (как утверждается, в результате обмена на арестованного в Китае советского разведчика Якова Григорьевича Бронина). Стал одним из вождей левого крыла Гоминьдана, во время борьбы с японской агрессией выступал за сотрудничество с коммунистами.
После эвакуации правительства Чан Кайши на Тайване возглавил министерство внутренних дел, подавил попытки прокоммунистических мятежей.
Цзян Цзинго в разное время занимал руководящие посты, возглавлял III Демократический союз молодёжи, группу спасения государства, был членом комитета партии провинции Тайвань, министром обороны, заместителем руководителя и руководителем администрации партии Гоминьдан.
В 1972 году избран председателем Исполнительного юаня Китайской Республики (главой правительства).
Активно участвовал в деятельности Всемирной антикоммунистической лиги, президентом которой являлся видный деятель Гоминьдана Гу Чжэнган (Ку Ченкан).
В 1975 году после смерти Чан Кайши выбран председателем ЦК и ЦИК Гоминьдана (по некоторым данным, альтернативной кандидатурой являлся Ку Ченкан). В 1978 году был избран президентом Тайваня, а в 1984 году был переизбран на второй президентский срок. Умер 13 января 1988 года.

## Вклад в политику
В 1987 году отменено военное положение, политика Тайваня пошла демократическим путём. Экономика Тайваня успешно развивалась. Цзян Цзинго пользовался репутацией честного политика. При его администрации начались «Десять больших строек». Цзян Цзинго уделял большое внимание экономическому росту Тайваня.
При нём правительство Китайской Республики, хотя и авторитарное, стало более открытым и терпимым к политическому инакомыслию. Цзян пошел навстречу тайваньским избирателям и уменьшил предпочтение тех, кто приехал с материка после войны. Ближе к концу своей жизни Цзян ослабил правительственный контроль над средствами массовой информации и свободой слова, позволил тайваньским ханьцам занимать руководящие должности, включая его преемника Ли Дэнхуэя. Он второй и последний президент Китайской Республики, родившийся до Синьхайской революции.

## Семья
У Цзян Цзинго и Цзян Фанлян было три сына — Цзян Сяовэнь (Алан Чан), Цзян Сяоу (Алекс Чан), Цзян Сяоюн (Эдди Чан), все они имели проблемы со здоровьем и умерли вскоре после смерти Цзян Цзинго — и дочь, Цзян Сяочжан. У его любовницы Чжан Яжо родились близнецы Чжан Сяоянь (Джон Чан, в марте 2005 года принял фамилию отца, поэтому сейчас его зовут Цзян Сяоянь) и Чжан Сяоцы (Уинстон Чан). У Цзян Цзинго есть 12 внуков и внучек.